# Пихта миловидная
Пи́хта милови́дная (лат. Ábies amábilis) — вечнозелёное однодомное дерево; вид рода Пихта семейства Сосновые (Pinaceae). Естественная среда обитания — Тихоокеанское побережье северо-западных районов Северной Америки.

## Исторические сведения и название

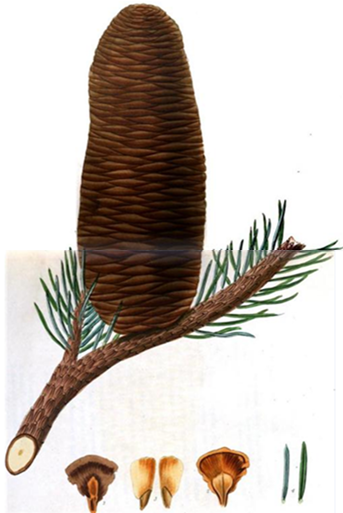
Рисунок Abies amabilis из книги «Pinetum woburnense:…», 1839 год

Возможно, первое упоминание о пихте миловидной можно обнаружить в дневниках экспедиции Кларка и Льюиса: запись от 6 февраля 1806 года содержит описание, характерное для этого вида.
Официально признано, что пихта миловидная была открыта известным шотландским учёным Дэвидом Дугласом, который после своего путешествия по Северной Америке привёз шишки этого дерева в 1831 году в Великобританию. К сожалению, он не оставил никаких количественных или качественных описаний.
В 1838 году шотландский ботаник Джон Лоудон в работе «Arboretum et fruticetum britannicum» присвоил растению имя Picea amabilis.
В 1839 году в работе «Pinetum woburnense: or, a catalogue of coniferous plants in the collection of the Duke of Bedford at Woburn Abbey, systematically arranged» Джеймса Форбса растению было впервые присвоено принятое в настоящее время научное название Abies amabilis.
Своё название «миловидная» пихта получила посредством перевода слова лат. amabilis.
Английское общеупотребительное название пихты миловидной — «Pacific silver fir», однако в литературе можно встретить и прочие названия, которые могут относиться и к другим видам пихт, что демонстрирует приведённая ниже таблица:
| Научное название                                      | Общеупотребительное название | Другие встречающиеся названия                                               |
| ----------------------------------------------------- | ---------------------------- | --------------------------------------------------------------------------- |
| Abies amabilis (Пихта миловидная)                     | Pacific Silver fir           | Silver fir, Cascades fir, Red fir, White fir                                |
| Abies concolor (Пихта одноцветная)                    | White fir                    | Balsam fir, Colorado fir, Silver fir, White balsam                          |
| Abies grandis (Пихта великая)                         | Grand fir                    | Balsam fir, Giant fir, Lowland white fir, Silver fir, White fir, Yellow fir |
| Abies lasiocarpa (Пихта субальпийская)                | Supalpine fir                | Alpine fir, Balsam, Rocky Mountain fir, White fir                           |
| Abies lasiocarpa var. arizonica (Пихта субальпийская) | Corkbark fir                 | Arizona fir, Cork fir, White fir                                            |
| Abies magnifica (Пихта великолепная)                  | California Red fir           | Shasta Red fir, Red fir, Silver tip, White fir                              |
| Abies procera (Пихта благородная)                     | Noble fir                    | Red fir, White fir                                                          |

## Таксономическое положение
|  |               |  |                          |                          |                    |  | ещё 6 семейств, из которых на территории России и сопредельных стран произрастают: - Кипарисовые - Тисовые | ещё 6 семейств, из которых на территории России и сопредельных стран произрастают: - Кипарисовые - Тисовые   | |  |  |  | ещё около 50 видов, из которых на территории России и сопредельных стран произрастают 9 видов: - Пихта белая - Пихта белокорая - Пихта грациозная - Пихта гималайская - Пихта Нордмана - Пихта сахалинская - Пихта сибирская - Пихта Семёнова - Пихта цельнолистная |
|  |               |  |                          |                          |                    |  | ещё 6 семейств, из которых на территории России и сопредельных стран произрастают: - Кипарисовые - Тисовые | ещё 6 семейств, из которых на территории России и сопредельных стран произрастают: - Кипарисовые - Тисовые   | |  |  |  | ещё около 50 видов, из которых на территории России и сопредельных стран произрастают 9 видов: - Пихта белая - Пихта белокорая - Пихта грациозная - Пихта гималайская - Пихта Нордмана - Пихта сахалинская - Пихта сибирская - Пихта Семёнова - Пихта цельнолистная |
|  |               |  |                          | порядок Хвойные          |                    |  | | | род Пихта |  |  |  | |
|  |               |  |                          | порядок Хвойные          |                    |  | | | род Пихта |  |  |  | |
|  | отдел Хвойные |  |                          |                          | семейство Сосновые |  | | | вид Пихта миловидная                                                                                         |  |  |  | |
|  | отдел Хвойные |  |                          |                          | семейство Сосновые |  | | | |  |  |  | |
|  |               |  | ещё три вымерших порядка | ещё три вымерших порядка |                    |  | | ещё 10 родов, из которых на территории России и сопредельных стран произрастают: - Сосна - Ель - Лиственница | ещё 10 родов, из которых на территории России и сопредельных стран произрастают: - Сосна - Ель - Лиственница |  |  |  | |
|  |               |  |                          | ещё три вымерших порядка |                    |  | | | ещё 10 родов, из которых на территории России и сопредельных стран произрастают: - Сосна - Ель - Лиственница |  |  |  | |

## Ботаническое описание
Пихта миловидная — стройное дерево высотой 45—60 м (до 80 м) и диаметром ствола 60—120 см (до 260 см), узкой, шпилевидной, притупляющейся к старости кроной.

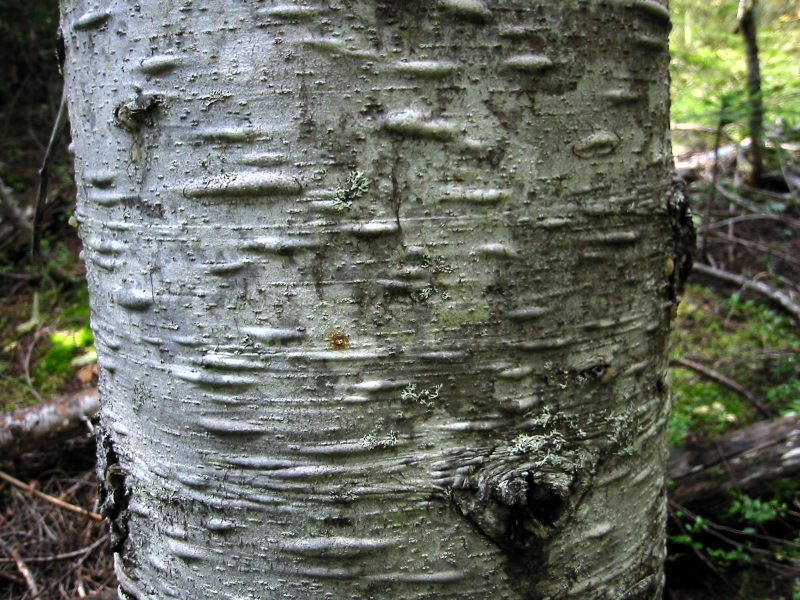
Кора молодого дерева

Кора светло-серая, в молодости — тонкая, гладкая, пузырчатая; в старости — трещиноватая, с красновато-серыми чешуйчатыми пластинами.

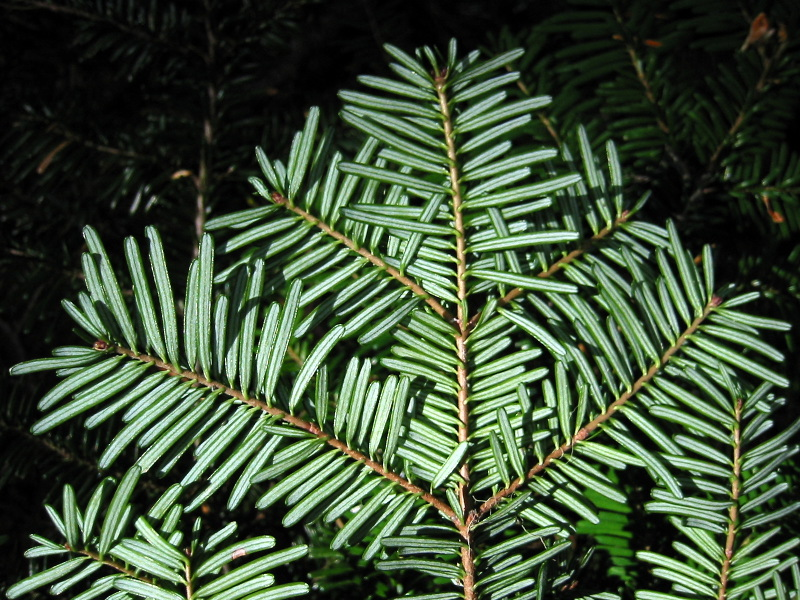
Хвоя пихты — вид снизу

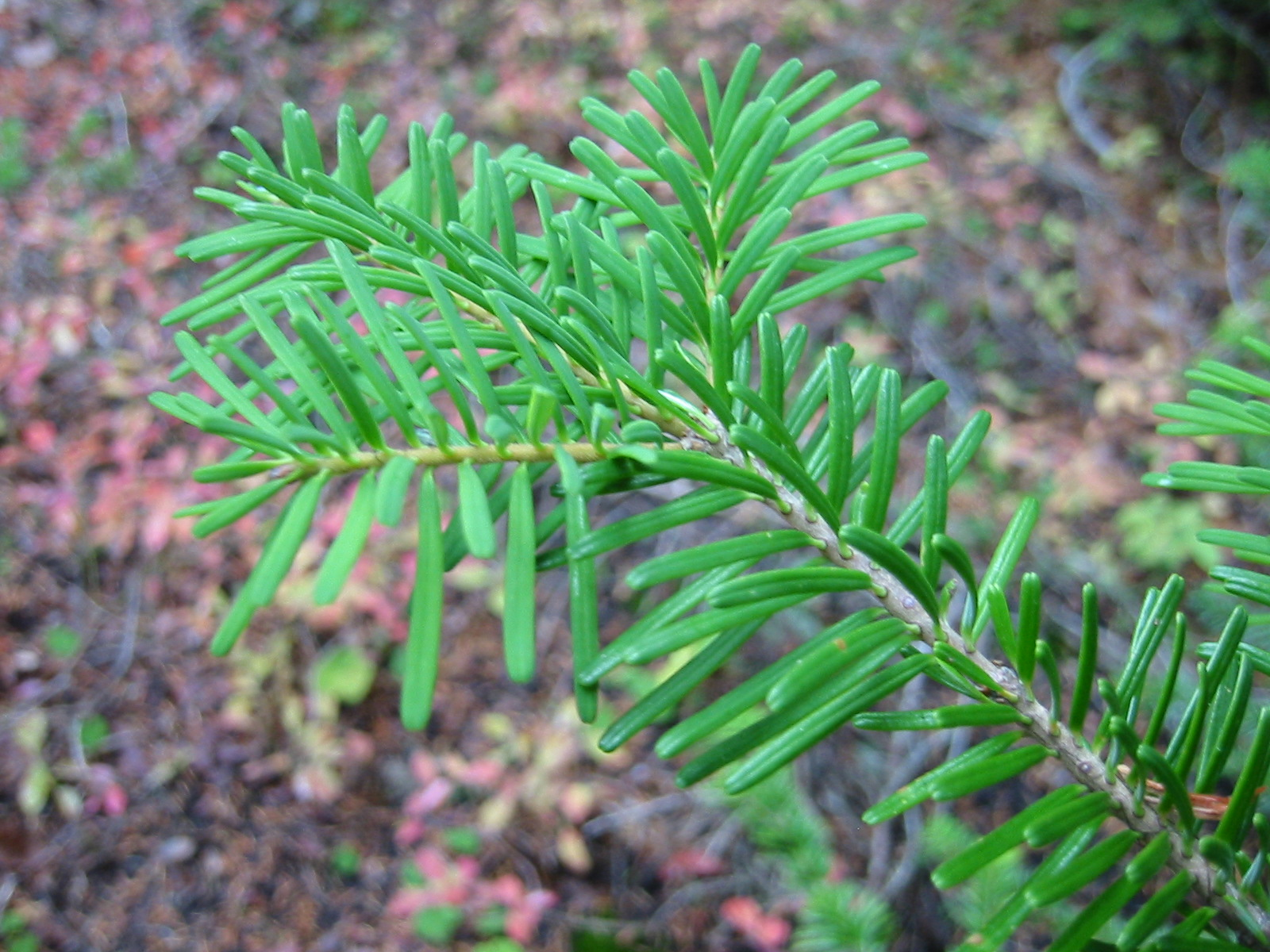
Хвоя пихты — вид сверху

Скелетные ветви короткие, жёсткие, отклоняются от ствола под прямым углом. Молодые побеги с лёгким опушением, расположены супротивно; абаксиальная сторона — тёмно-коричневая, адаксиальная — светло-коричневая.
Почки маленькие (6—9 мм в диаметре), шаровидные, смолистые, фиолетового цвета. Верхние чешуйки короткие, широкие, треугольные, густоопушённые; как правило не смолистые.
Хвоя короткая ((7)10—25(40) мм длиной) и узкая (1—3 мм шириной), двурядная, изогнута вверх, плотно покрывает побег. При растирании ароматная. Иглы на верхней стороне тёмно-зелёные, блестящие, с небольшим углублением; на нижней стороне с двумя светло-зелёными, серебристыми полосками; с тупыми и обычно, зубчатыми кончиками. Расположены на ветвях в небольших впадинах, места крепления приплюснуты.
Мужские стробилы при опылении красные, затем становятся красновато-жёлтые. Женские шишки прямостоячие, яйцевидно-цилиндрические, бесчерешковые, смолистые; молодые — фиолетовые, зрелые — коричневые, 8—10 (до 18) см длиной и до 7 см шириной. Семенные чешуйки мелкоопушённые, размером примерно 2x2 см. Кроющие чешуйки незаметные, с фиолетовым оттенком, по длине примерно в два раза меньше семенных. Семена рыжевато-коричневые, размером 10—12x4 мм, с крыльями (от розоватого до коричневого цвета) такой же длины. Семядолей 4—7 (1, 5, 7).

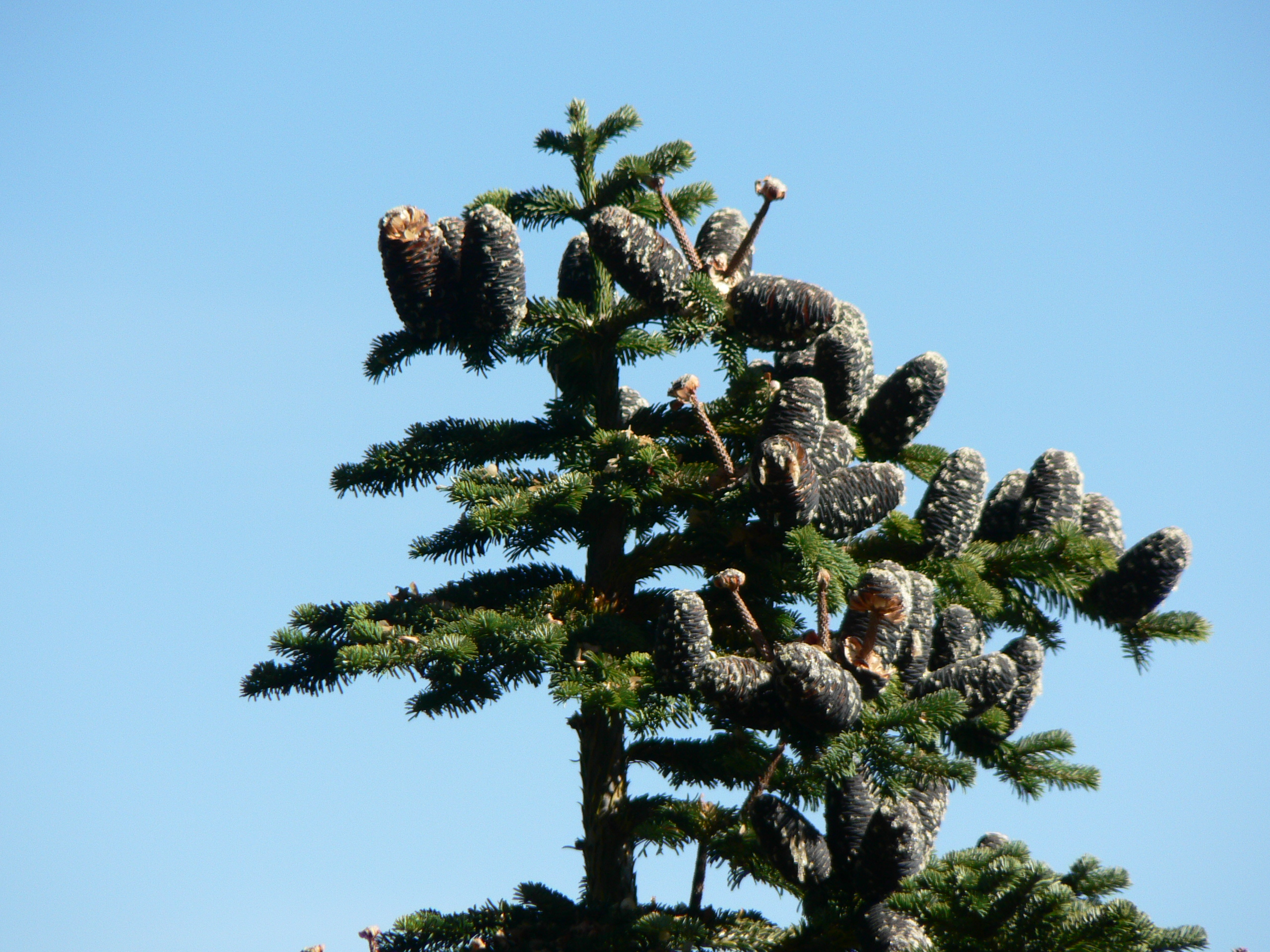
Верхушка дерева с молодыми шишками

Внешне это вид можно спутать с пихтой великой (Abies grandis), но в отличие от последней, у пихты миловидной молодые шишки фиолетовые (у пихты великой — зелёные), кора молодых деревьев серая (у пихты великой — коричневая) и, наконец, иглы исходят из наружной части побега и изогнуты вверх (у пихты великой — иглы выходят из обеих частей побега и перпендикулярны ему).

## Распространение

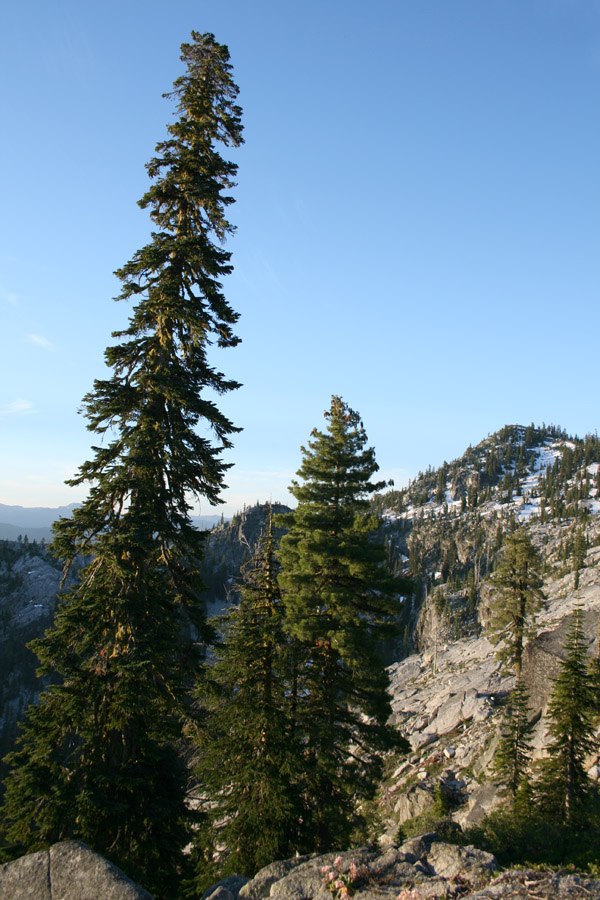
Пихта миловидная в горах Салмон, Английский пик

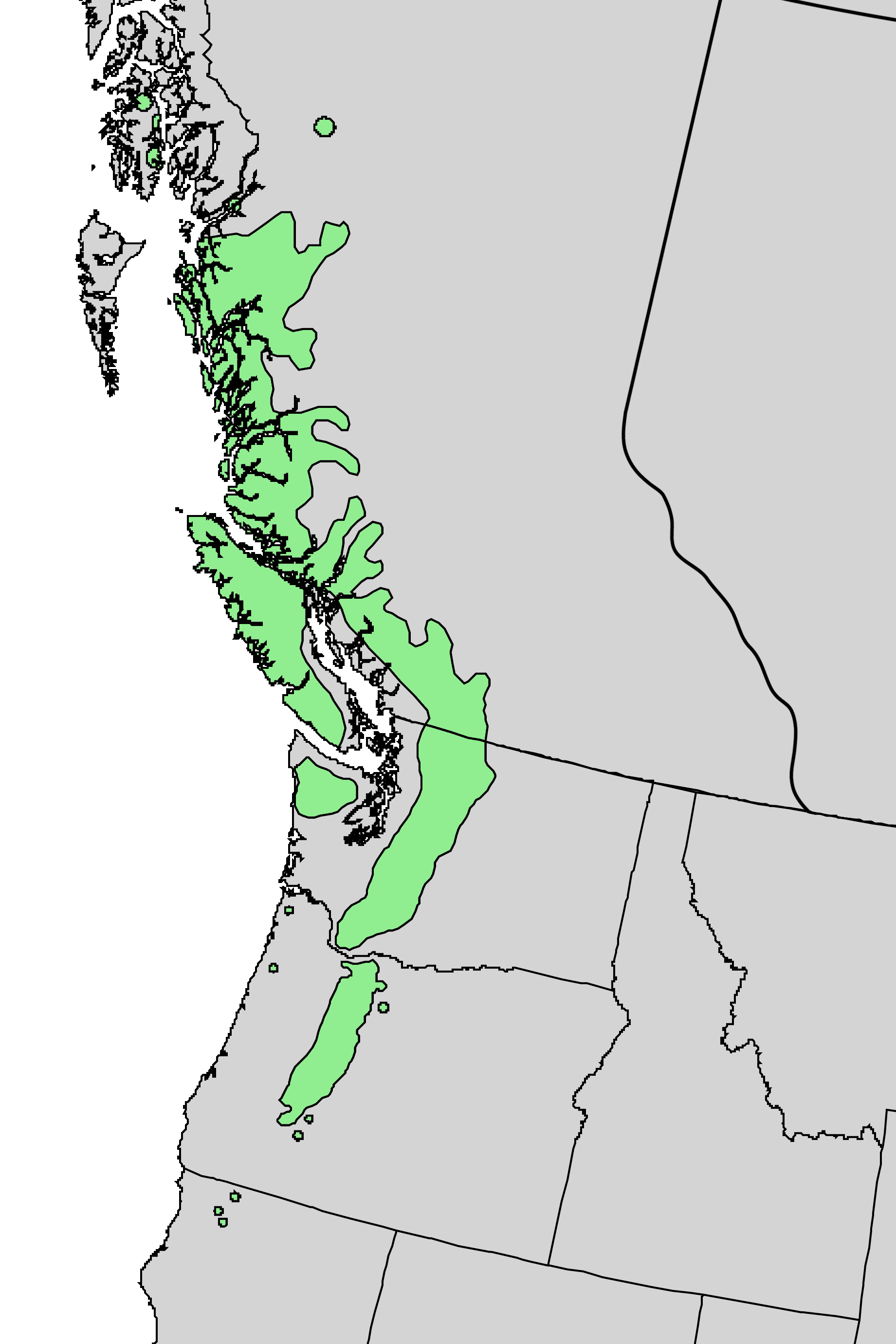
Ареал пихты миловидной

Ареал пихты миловидной с географической точки зрения представляет собой узкую полоску, протянувшуюся вдоль западного побережья Северной Америки: от юга штата Аляски, через Канаду и США, вплоть до северной Калифорнии.
Полный список мест естественного произрастания:
- Канада, провинции: Британская Колумбия;
- США, штаты: Аляска, Вашингтон, Калифорния, Орегон.

Дерево занесено в опубликованный в 1998 году Красный список угрожаемых видов, категория LC (низкий риск).

## Экология

### Естественные условия произрастания
Оптимальными условиями для пихты миловидной являются прибрежные склоны Каскадных гор (высоты 300—2000 метров), однако в северной части своего ареала дерево растёт практически на уровне моря. Пихта предпочитает морской или субморской климат, с относительно большим количеством осадков: от 1000 до 6600 мм в год. Средняя температура летом 14—15 °C. Растение умеренно устойчиво к морозам только при наличии заметного снежного покрова (не переносит заморозков на голой почве). Пихта предпочитает влажные, слегка кислые (рН 5), хорошо дренированные почвы, богатые магнием и кальцием.

### Онтогенез
Старейшее дерево, согласно официальным данным, было обнаружено в Канаде в Cypress Provincial Park: его возраст составил 725 лет. По неподтверждённым данным, в природе можно встретить и более старые экземпляры, чей возраст превышает 800 лет.

## Значение и применение
Пихта миловидная наряду ещё с пятью видами входит в группу так называемых «настоящих пихт», растущих на западе Северной Америки и представляющих важное коммерческое значение для индустрии США и Канады. Древесина пихты используется прежде всего для производства пиломатериалов, фанеры, общестроительных и промышленных нужд, а также производства целлюлозы.
Использование в строительстве включает в себя изготовление опалубки и стропил, деревянного каркаса для обшивки стен и крыш, сайдинга. Промышленное назначение связано с производством деревянной тары, поддонов, мебельных деталей, столярных плит.

## Комментарии
1. 1 2 3  Неоднозначный синоним.
2. ↑  В различных источниках число видов изменяется от 48 до 55.
3. ↑  Помимо перечисленных видов, на территории России и сопредельных стран, по данным Европейской и Средиземноморской организации по защите и карантину растений, встречаются ещё два вида, идентификация которых не подтверждена: Пихта Гембла (Abies gamblei) и Пихта замечательная (Abies spectabilis).
4. ↑  Последний из опубликованных списков по состоянию на 01.12.09.
5. ↑  Виды: пихта субальпийская (Abies lasiocarpa), пихта великолепная (Abies magnifica), пихта великая (Abies grandis), пихта благородная (Abies procera), пихта одноцветная (Abies concolor).

### Русскоязычная
1. Деревья и кустарники СССР. Дикорастущие, культивируемые и перспективные для интродукции / под ред. д-р биол. наук, проф. С. Я. Соколова и чл.-корр. АН СССР Б. К. Шишкина. — М., Л.: Издательство Академии наук СССР, 1949. — Т. 1 (Голосеменные). — С. 88.
2. Крюссман Г. Хвойные породы / Пер. с нем. — М.: Лесная промышленность, 1986. — 256 с. — 7500 экз. — ISBN 3-489-60222-6.

### Англоязычная
1. Farjon A. Pinaceae: drawings and descriptions of the genera Abies, Cedrus, Pseudolarix, Keteleeria, Nothotsuga, Tsuga, Cathaya, Pseudotsuga, Larix and Picea. — Konigstein: Koeltz Scientific Books, 1990.
2. Fink R.P. Winter inactivation of photosynthesis in Abies Amabilis (Dougl.) Forbes. — Simon Fraser University, 1978. — 74 p.
3. Hawksworth F.G., Wiens D. Dwarf mistletoes: biology, pathology, and systematics / Edited by Geils B.W., Nisley R.G.. — United States Department of Agriculture. Forest Service. Agriculture handbook 709. — Washington: Diane Publishing, 1996. — 410 p. — ISBN 978-078814-201-7.
4. Vidakovic M. Conifers: morphology and variation / translated from Croatian by Maja Soljan. — Zagreb: Graficki zavod Hrvatske, 1991. — ISBN 9-788-6399-0279-7.